# Hartmut Engler

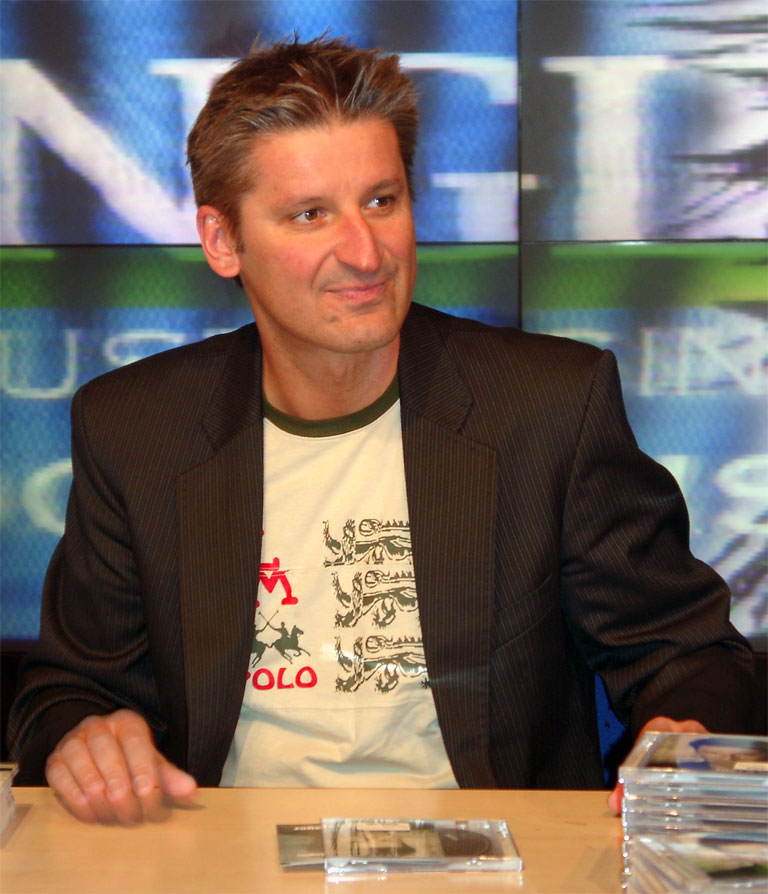
Hartmut Engler, Februar 2005

Hartmut Engler (* 24. November 1961 in Großingersheim) ist ein deutscher Sänger und Pop-Musiker. Engler ist Sänger der Band Pur, für die er auch die Texte schreibt.

## Leben

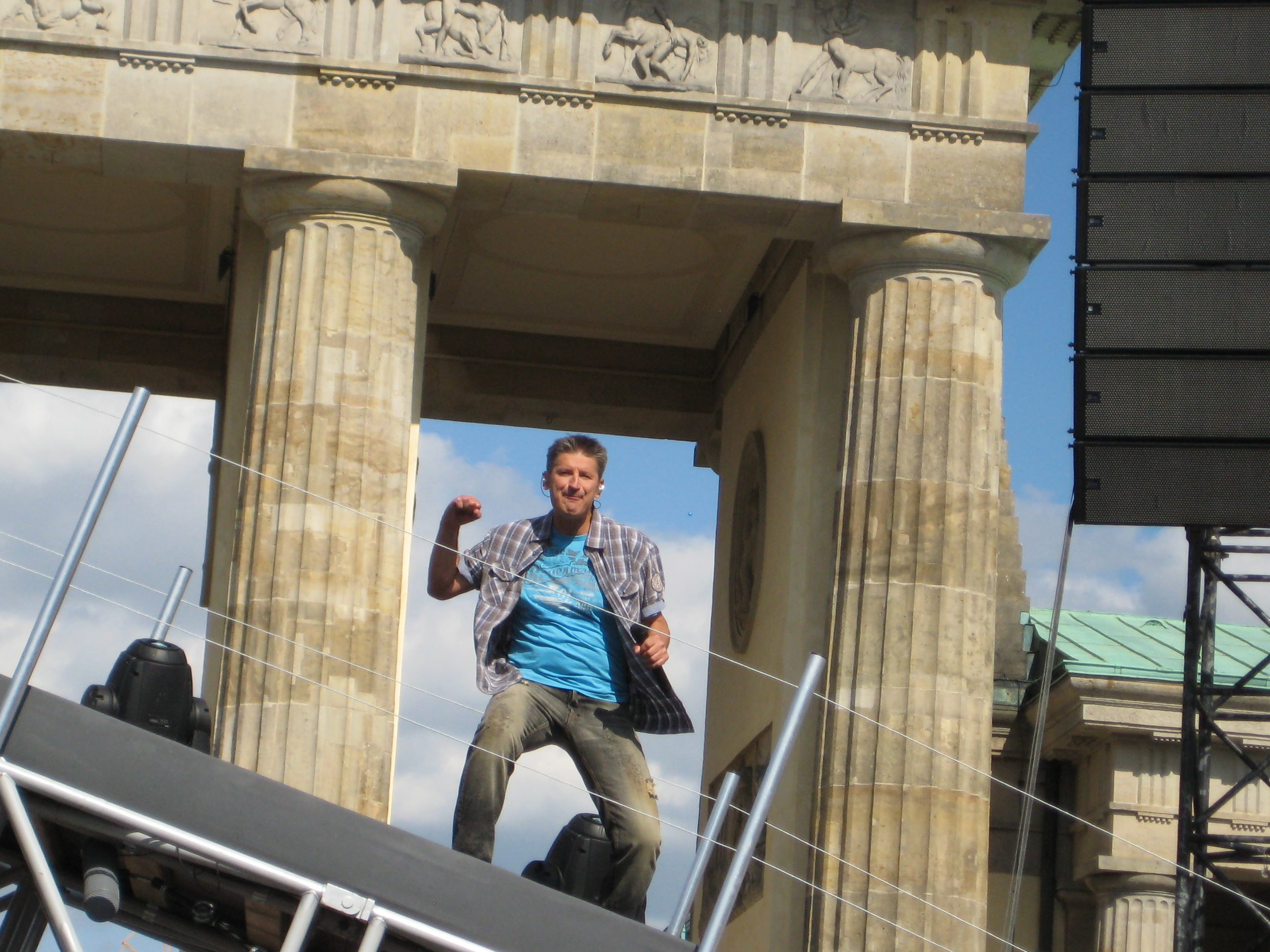
Pur am Brandenburger Tor, 2009

Engler ist Sohn eines Ungarndeutschen und einer Sudetendeutschen und machte am Ellentalgymnasium in Bietigheim-Bissingen Abitur. Anschließend studierte er Anglistik und Germanistik in Stuttgart, denn er wollte ursprünglich Gymnasiallehrer werden. Kurz vor dem Staatsexamen erhielten die Mitglieder von Pur allerdings ihren ersten Plattenvertrag und Engler brach sein Studium ohne Abschluss ab. Zusammen mit Pur gehört Engler zu den kommerziell erfolgreichsten deutschsprachigen Popmusikern. Seine ersten Erfolge im Musikgeschäft erzielte er als Texter, unter anderem mit dem 1989 von Peter Maffay veröffentlichten Lied ‚Tiefer‘.
Im Herbst 2002 trennte sich Engler nach sechsjähriger Ehe von seiner damaligen Ehefrau. Im Jahr 2005 veröffentlichte er sein erstes Soloalbum, Just A Singer. Im selben Jahr litt er unter einer Stimmbanderkrankung, in deren Verlauf unklar blieb, ob er jemals wieder würde auftreten können.
Engler war von Mai 2003 bis Anfang Mai 2008 mit der Schweizer Sängerin Nubya liiert. Sein älterer Bruder Hanspeter ist pensionierter Lehrer, und seine Schwester, Ute Nagel, die früher Pur als Backgroundsängerin unterstützte, tritt heute mit der Gospelformation The Union auf. Hartmut Engler hat zwei Söhne aus seiner zweiten Ehe mit Claudia. Er lebt in Bietigheim-Bissingen und auf Mallorca, wo er um 1999 ein Domizil in Andratx erworben hatte.
Im Jahr 2003 sang Engler mit Hier bin ich die deutsche Coverversion des Bryan-Adams-Hits Here I am im Film Spirit – Der wilde Mustang. 2005 sang Engler das Stück Lied für das Album Selma – in Sehnsucht eingehüllt, auf dem insgesamt 12 Gedichte der Lyrikerin Selma Meerbaum-Eisinger vertont wurden.
Außerdem lieh er seine Stimme in dem Zeichentrickfilm Das magische Schwert – Die Legende von Camelot der männlichen Hauptfigur Garret. 2011 veröffentlichte er seine Autobiografie Engler PUR.

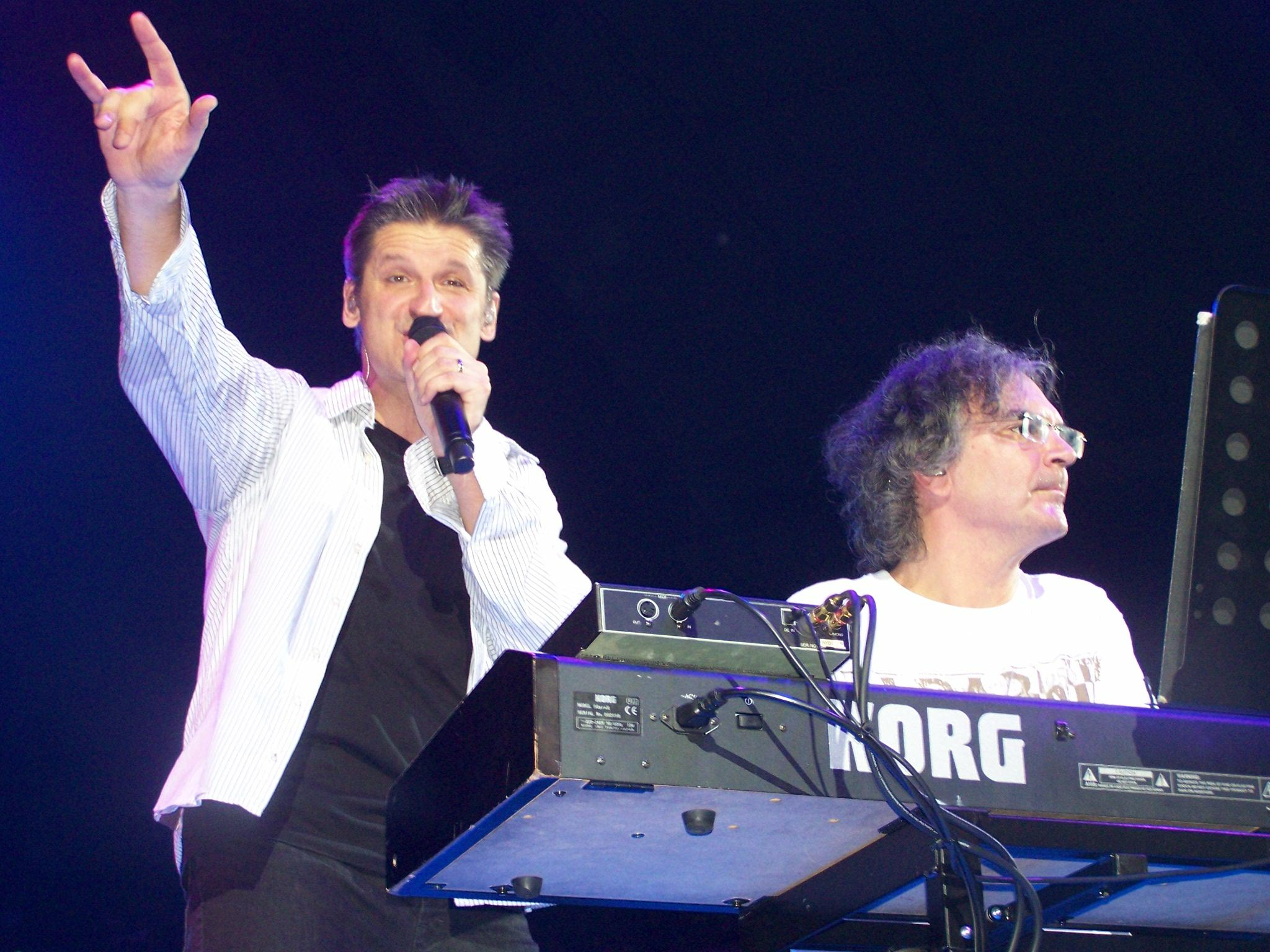
Hartmut Engler & Ingo Reidl beim Konzert in Dortmund im Rahmen der Wünsche-Tour 2009

Seit 2014 engagiert sich Engler als Schirmherr von Herzenssache, der Kinderhilfsaktion von SWR, SR und zwei Sparda-Banken.
2015 war Engler Teil der VOX-Sendung Sing meinen Song – Das Tauschkonzert. Am 31. Oktober des gleichen Jahres sang er im Rahmen der ProSieben-Sendung Joko gegen Klaas – Das Duell um die Welt gemeinsam mit Klaas Heufer-Umlauf den Refrain des Pur-Liedes Abenteuerland.

## Auszeichnungen
- 1991: Fred-Jay-Textpreis für seine „gesellschaftskritischen und nachdenklichen Texte“
- Am 8. Mai 2010 wurde Hartmut Engler von Ministerpräsident Stefan Mappus mit dem Verdienstorden des Landes Baden-Württemberg ausgezeichnet.
- Am 13. Oktober 2022 wurde Hartmut Engler mit dem Demokratiepreis Württemberger Köpfe für sein Engagement für Kinder und Jugendliche ausgezeichnet. Die Laudatio hielt TV-Koch Nelson Müller.

## Filmografie
Synchronisation/Gesang von:
- 1997: Die furchtlosen Vier (Buster, der Hund)
- 1998: Das magische Schwert – Die Legende von Camelot (Garrett)
- 2002: Spirit – Der wilde Mustang

## Diskografie (solo)
Alben
- 2005: Just A Singer

Singles
- 2005: Fortunate Guy

## Varia
2012 erschien das Album Ich bin von Heinz Rudolf Kunze mit einem Duett-Titel mit Hartmut Engler. Engler ist bekennender Anhänger des VfB Stuttgart.